# Xã Vail, Quận Redwood, Minnesota
Xã Vail (tiếng Anh: Vail Township) là một xã thuộc quận Redwood, tiểu bang Minnesota, Hoa Kỳ. Năm 2010, dân số của xã này là 229 người.